# 루시 딕슨
루시 딕슨(Lucy Dixon, 1989년 8월 9일 ~ )은 잉글랜드의 배우이다.